# 下山メシ
『下山メシ』（げざんメシ）は、2024年11月15日（14日深夜）から12月27日（26日深夜）までテレビ東京系「木ドラ24」枠で放送されたテレビドラマ。主演は志田未来。2025年6月27日（26日深夜）には「一夜限り」特別回として、『下山メシ 高崎篇』が放送された。

## キャスト

### 主要人物
いただきみねこ〈30〉
演 - 志田未来
フリーのイラストレーター。趣味は登山。

### ゲスト

#### 第1話
佐伯梢
演 - 黒谷友香（第7話）
「はらしま食堂」にいる登山者。
沙耶
演 - 紺野彩夏
「はらしま食堂」の店主の孫。
結子
演 - うらじぬの
御岳山で出会う女性。

#### 第2話
まりん
演 - 山下リオ
焼き肉店「炭火焼肉ごしち」で相席する客。
シュンタ
演 - 加賀翔（かが屋）
焼き肉店「炭火焼肉ごしち」の店長。

#### 第3話
ママ
演 - かたせ梨乃
神奈川県 足柄上郡 松田町にある喫茶店「喫茶モンタナ」のママ。
広美
演 - 柳ゆり菜
大野山の牧場主。
山坊主
演 - 脇知弘
大野山で出会う男性。

#### 第4話
将悟
演 - 竹財輝之助
焼鳥屋「焼鳥味はる」の店主。

#### 第5話
純平
演 - 戸塚純貴
高水山で出会う男性。
ケイ
演 - 池田朱那
中華料理店「東峯園」のアルバイト。

#### 第6話
磯部岩太
演 - おかやまはじめ
石老山で出会う男性。
夏
演 - 小林涼子
「かどや食堂」の店主。

#### 第7話
店長
演 - こがけん
ビビカレー店長。
真由
演 - 佐藤綺星（AKB48）
奥多摩フードコートで出会う客。
彩花
演 - 山﨑空（AKB48）
奥多摩フードコートで出会う客。大学生。

#### 最終話
楽々亭ぼっか
演 - 前原滉
弘法山で出会う男性。
真佐子
演 - 原ふき子
「一の屋鶴寿庵」で出会う客。
和恵
演 - しゅはまはるみ
「一の屋鶴寿庵」で出会う客。
- 坂口彩夏[5]

#### 高崎篇
カイト
演 - 日向亘
アイドル。
桧山
演 - カトウシンスケ
番組ディレクター。
奈々江
演 - 足立梨花
店主の娘。

## スタッフ
- 原案 - 西野淑子『関東周辺 美味し愛しの下山メシ』（山と溪谷社）[1]
- 脚本 - 今西祐子、上野詩織[1]
- 監督 - ふくだももこ、北畑龍一[1]
- 音楽 - スキャット後藤
- 主題歌 - クボタカイ「あくび」（ROOFTOP / WARNER MUSIC JAPAN）[7]
- エンディングテーマ - Quw「itadaki」（WARNER MUSIC JAPAN）
- プロデューサー - 中村晋野（テレビ東京）、菊地聖（THE ONE.）[1]
- 制作 - テレビ東京、THE ONE.[1]
- 製作著作 - 「下山メシ」製作委員会[1]

## 放送日程
| 話数   | 放送日   | サブタイトル                                       | 脚本     | 監督         |
| ------ | -------- | -------------------------------------------------- | -------- | ------------ |
| 第1話  | 11月15日 | 御岳山 はらしま食堂 あじフライ定食                 | 今西祐子 | ふくだももこ |
| 第2話  | 11月22日 | 高尾山 炭火焼肉ごしち 薬味ロース                   | 今西祐子 | ふくだももこ |
| 第3話  | 11月29日 | 大野山 喫茶モンタナ ナポリタンとコーンピザ         | 上野詩織 | 北畑龍一     |
| 第4話  | 12月06日 | 陣馬山 焼鳥味はる つくね・ねぎま・ささみ梅         | 今西祐子 | ふくだももこ |
| 第5話  | 12月13日 | 高水三山 東峯園 五目チャーハンと餃子               |          |              |
| 第6話  | 12月20日 | 石老山 かどや食堂 かつ丼と古づけ                   |          |              |
| 第7話  | 12月27日 | 愛宕山 多摩フードコート ビビカレー・わさび中華そば |          |              |
| 最終話 | 12月27日 | 弘法山 一の屋鶴寿庵 うでぴーと鴨南蛮そば           |          |              |

- 第5話は前日放送の『カンブリア宮殿SP』（23:06 - 翌0:25）に伴う特別編成の関係で30分繰り下げられ、1時 - 1時30分に放送された。
- 第7話と第8話（最終話）は連続放送。